# Nuoto ai Giochi della XX Olimpiade - 100 metri rana maschili
La competizione dei 100 metri rana maschili di nuoto ai Giochi della XX Olimpiade si è svolta nei giorni 29 e 30 agosto 1972 alla Olympia Schwimmhalle di Monaco di Baviera.

## Programma
| Data           | Ora   | Round        | Note                                |
| -------------- | ----- | ------------ | ----------------------------------- |
| 29 agosto 1972 | 11:35 | 6 Batterie   | I migliori 16 tempi alle semifinali |
| 29 agosto      | 17:30 | 2 Semifinali | I migliori 8 tempi alla finale      |
| 30 agosto      | 18:20 | Finale       |                                     |

## Risultati

### Batterie
| Pos. | Atleta           | Nazione     | Tempo   | Pos F |
| ---- | ---------------- | ----------- | ------- | ----- |
| 1    | Mark Chatfield   | Stati Uniti | 1'05"89 | 1 Q   |
| 2    | William Mahony   | Canada      | 1'07"14 | 8 Q   |
| 3    | Bernard Combet   | Francia     | 1'08"08 | 12 Q  |
| 4    | Paul Jarvie      | Australia   | 1'09"26 | 20    |
| 5    | Sokhon Yi        | Cambogia    | 1'11"00 | 34    |
| 6    | Edmondo Mingione | Italia      | 1'11"75 | 39    |
| 7    | Morkal Faruk     | Turchia     | 1'13"86 | 42    |

| Pos. | Atleta            | Nazione          | Tempo   | Pos F |
| ---- | ----------------- | ---------------- | ------- | ----- |
| 1    | Nikolaj Pankin    | Unione Sovietica | 1'07"31 | 9 Q   |
| 2    | Robert Stoddart   | Canada           | 1'08"44 | 14 Q  |
| 3    | Malcolm O'Connell | Gran Bretagna    | 1'09"33 | 22    |
| 4    | Sándor Szabó      | Ungheria         | 1'09"68 | 25    |
| 5    | Gustavo Salcedo   | Messico          | 1'10"17 | 30    |
| 6    | Jean-Pierre Dubey | Svizzera         | 1'10"31 | 31    |
| 7    | Cezary Śmiglak    | Polonia          | 1'10"53 | 33    |

| Pos. | Atleta             | Nazione          | Tempo   | Pos F |
| ---- | ------------------ | ---------------- | ------- | ----- |
| 1    | David Wilkie       | Gran Bretagna    | 1'06"35 | 5 Q   |
| 2    | Tom Bruce          | Stati Uniti      | 1'06"45 | 6 Q   |
| 3    | Klaus Katzur       | Germania Est     | 1'07"36 | 10 Q  |
| 4    | Vladimir Kosinskij | Unione Sovietica | 1'07"39 | 11 Q  |
| 5    | Amman Jalmaani     | Filippine        | 1'09"28 | 21    |
| 6    | Steffen Kriechbaum | Austria          | 1'09"87 | 27    |
| 7    | Bruno Bassoul      | Libano           | 1'19"94 | 44    |

| Pos. | Atleta              | Nazione        | Tempo   | Pos F |
| ---- | ------------------- | -------------- | ------- | ----- |
| 1    | Nobutaka Taguchi    | Giappone       | 1'06"07 | 3 Q   |
| 2    | José Sylvio Fiolo   | Brasile        | 1'06"23 | 4 Q   |
| 3    | Rainer Hradetzky    | Germania Est   | 1'08"67 | 16 Q  |
| 4    | Liam Ball           | Irlanda        | 1'09"68 | 25    |
| 5    | Andreas Hellmann    | Germania Ovest | 1'10"13 | 29    |
| 6    | Karl Christian Koch | Danimarca      | 1'11"27 | 37    |
| 7    | Piero Ferracuti     | El Salvador    | 1'16"74 | 43    |

| Pos. | Atleta                | Nazione     | Tempo   | Pos F |
| ---- | --------------------- | ----------- | ------- | ----- |
| 1    | John Hencken          | Stati Uniti | 1'05"96 | 2 Q   |
| 2    | Roger-Philippe Menu   | Francia     | 1'08"63 | 15 Q  |
| 3    | Mike Whitaker         | Canada      | 1'08"86 | 17    |
| 4    | Felipe Muñoz          | Messico     | 1'08"95 | 19    |
| 5    | Pedro Balcells        | Spagna      | 1'09"37 | 23    |
| 6    | Alfredo Hunger        | Perù        | 1'11"44 | 38    |
| 7    | Theodoros Koutoumanis | Grecia      | 1'12"05 | 40    |
| 8    | Rudi Vingerhoets      | Belgio      | 1'12"59 | 41    |

| Pos. | Atleta             | Nazione          | Tempo   | Pos F |
| ---- | ------------------ | ---------------- | ------- | ----- |
| 1    | Walter Kusch       | Germania Ovest   | 1'06"95 | 7 Q   |
| 2    | Viktor Stulikov    | Unione Sovietica | 1'08"18 | 13 Q  |
| 3    | Michael Günther    | Germania Ovest   | 1'08"93 | 18    |
| 4    | Osvaldo Boretto    | Argentina        | 1'09"64 | 24    |
| 5    | János Tóth         | Ungheria         | 1'10"02 | 28    |
| 6    | Angel Chakarov     | Bulgaria         | 1'10"34 | 32    |
| 7    | Paul Naisby        | Gran Bretagna    | 1'11"05 | 35    |
| 8    | Guðjón Guðmundsson | Islanda          | 1'11"11 | 36    |

### Semifinali
| Pos. | Atleta            | Nazione      | Tempo   | Pos F |
| ---- | ----------------- | ------------ | ------- | ----- |
| 1    | John Hencken      | Stati Uniti  | 1'05"68 | 2 Q   |
| 2    | José Sylvio Fiolo | Brasile      | 1'05"99 | 4 Q   |
| 3    | Tom Bruce         | Stati Uniti  | 1'06"05 | 5 Q   |
| 4    | Klaus Katzur      | Germania Est | 1'06"82 | 10    |
| 5    | William Mahony    | Canada       | 1'07"06 | 11    |
| 6    | Bernard Combet    | Francia      | 1'07"76 | 14    |
| 7    | Robert Stoddart   | Canada       | 1'08"61 | 15    |
| 8    | Rainer Hradetzky  | Germania Est | 1'09"49 | 16    |

| Pos. | Atleta              | Nazione          | Tempo   | Pos F |
| ---- | ------------------- | ---------------- | ------- | ----- |
| 1    | Nobutaka Taguchi    | Giappone         | 1'05"13 | 1 Q   |
| 2    | Walter Kusch        | Germania Ovest   | 1'05"78 | 3 Q   |
| 3    | Nikolaj Pankin      | Unione Sovietica | 1'06"08 | 6 Q   |
| 4    | Mark Chatfield      | Stati Uniti      | 1'06"08 | 7 Q   |
| 5    | David Wilkie        | Gran Bretagna    | 1'06"25 | 8 Q   |
| 6    | Viktor Stulikov     | Unione Sovietica | 1'06"66 | 9     |
| 7    | Vladimir Kosinskij  | Unione Sovietica | 1'07"08 | 12    |
| 8    | Roger-Philippe Menu | Francia          | 1'07"75 | 13    |

### Finale
| Pos.    | Atleta            | Nazione          | Tempo   | Nota            |
| ------- | ----------------- | ---------------- | ------- | --------------- |
| Oro     | Nobutaka Taguchi  | Giappone         | 1'04"94 | Record mondiale |
| Argento | Tom Bruce         | Stati Uniti      | 1'05"43 |                 |
| Bronzo  | John Hencken      | Stati Uniti      | 1'05"61 |                 |
| 4       | Mark Chatfield    | Stati Uniti      | 1'06"01 |                 |
| 5       | Walter Kusch      | Germania Ovest   | 1'06"23 |                 |
| 6       | José Sylvio Fiolo | Brasile          | 1'06"24 |                 |
| 7       | Nikolaj Pankin    | Unione Sovietica | 1'06"36 |                 |
| 8       | David Wilkie      | Gran Bretagna    | 1'06"52 |                 |